# Alain Giresse
Alain Giresse ([alɛ̃ ʒiʁɛs]; * 2. August 1952 in Langoiran) ist ein ehemaliger französischer Fußballspieler und derzeitiger Fußballtrainer. Von Februar 2022 bis Juni 2023 war er Trainer der kosovarischen Nationalmannschaft.

## Spielerkarriere

### Verein
Der nur 1,63 m große Giresse hat den größten Teil seiner Profikarriere, von 1970 bis 1986, bei Girondins Bordeaux gespielt, für die er 516 Erstligaspiele (mit 159 Toren) und 21 Spiele in europäischen Pokalwettbewerben (mit 7 Treffern) absolvierte. Von 1986 bis 1988 ließ er seine aktive Laufbahn bei Olympique Marseille ausklingen, wo er seinem Rekord noch weitere 66 Partien (und weitere fünf Treffer) in der Division 1 hinzufügte.
Mit Bordeaux wurde er zweimal Meister (1984 und 1985) und einmal Pokalsieger (1986) in Frankreich, außerdem dreimal (1982, 1983 und 1987) zum französischen Fußballer des Jahres sowie 1982 von der Sportzeitung L’Équipe zu Frankreichs Sportler des Jahres («Champion des champions») gewählt.

### Nationalmannschaft
Giresse bildete zusammen mit Michel Platini, Jean Tigana und Luis Fernández in den 1980er Jahren das auch als „magisches Viereck“ bezeichnete Ausnahme-Mittelfeld der französischen Nationalmannschaft unter Trainer Michel Hidalgo. 1982 nahm er an der WM in Spanien teil, wo Frankreich Vierter wurde. Giresse erzielte dabei ein reguläres Tor gegen Kuwait. Dieses Tor wurde regelwidrig wieder aberkannt, nachdem ein kuwaitischer Scheich den Schiedsrichter unter Druck gesetzt hatte. Im legendären Halbfinale gegen Deutschland hatte Giresse zwischendurch auf 3:1 für Frankreich erhöht, bevor Deutschland ausglich. 1984 gewann er mit der Èquipe Tricolore den Europameistertitel für Nationalmannschaften. Sein letztes Länderspiel bestritt er bei der WM 1986 im Halbfinale, das Frankreich gegen die Bundesrepublik Deutschland mit 0:2 verlor.
Insgesamt bestritt er zwischen 1974 und 1986 47 Länderspiele und erzielte dabei sechs Tore. 1982 wurde er bei der Wahl zu Europas Fußballer des Jahres hinter Paolo Rossi auf den zweiten Platz gewählt.

## Trainerkarriere
Zu den Stationen, an denen Alain Giresse nach Ende seiner aktiven Zeit als Trainer wirkte, gehören der FC Toulouse (1995–1998), ein allerdings nur viermonatiges Intermezzo bei Paris Saint-Germain (1998), dann erneut bei Toulouse (1999–2000). Es folgte ein Engagement von 2001 bis 2003 bei FAR Rabat (Marokko); von März 2004 bis Ende 2005 war Giresse Nationaltrainer von Georgien.
Seit Anfang 2006 betreute er die Nationalmannschaft Gabuns, mit der in der Qualifikation zur Fußball-Weltmeisterschaft 2010 an Kamerun scheiterte. Als Gruppenzweiter konnte sich Gabun aber für den Afrika-Cup 2010 qualifizieren, wo Gabun in der Vorrunde scheiterte. Aufgrund des frühen Ausscheidens aus diesem Wettbewerb gab der gabunische Fußballverband im Februar 2010 bekannt, dass der Vertrag mit Giresse nicht verlängert wird. Im Anschluss unterschrieb Giresse einen Vertrag als Nationaltrainer Malis. Beim Afrika-Cup 2012 führte er die Nationalmannschaft Malis in die kontinentale Spitze, indem seine „Adler“ – als Aigles werden die malischen Spieler bezeichnet – das Spiel um Platz 3 gegen Ghana mit 2:0 gewannen. Im Mai 2012 trat Giresse jedoch von seinem Amt als Nationaltrainer zurück, da er die bis 2014 angedachte Laufzeit des vom Verband vorgelegten Verlängerungsvertrags als zu lang empfand. Im Januar 2013 unterschrieb Giresse einen Zweijahresvertrag als Nationaltrainer im Senegal, der nach dem Vorrundenaus bei der Afrika-Cup 2015 endete. Von Dezember 2018 bis August 2019 war er Trainer der Nationalmannschaft von Tunesien. Ende Februar 2022 übernahm er die Kosovarische Fußballnationalmannschaft als Trainer.

## Erfolge

### Als Spieler
- Europameister: 1984
- UEFA-Team des Turniers: 1984[6]
- Französischer Meister: 1984, 1985 (mit Girondins de Bordeaux)
- Französischer Pokalsieger: 1986, 1987 (mit Girondins de Bordeaux)
- Frankreichs Fußballer des Jahres: 1982, 1983, 1987
- Französischer Sportler des Jahres: 1982
- WM-Vierter 1982
- WM-Dritter 1986
- Artemio Franchi: 1985
- Ballon d’Or – Zweiter Platz 1982

### Als Trainer
- Trophée des Champions: 1998
- Coupe du Trône: 2003 (mit FAR Rabat-Marokko)
- Afrika-Cup Dritter: 2012 (mit Mali)[7]